# Can Beia
Can Beia és una obra de Serinyà (Pla de l'Estany) inclosa a l'Inventari del Patrimoni Arquitectònic de Catalunya.

## Descripció
Edificació de planta baixa i dos pisos en forma de L i teulada a dues aigües. A la façana principal, que s'orienta a migdia, hi ha també un porxo amb arc de mig punt, on es conserva encara una porta dovellada que era una de les antigues portes d'accés al poble, a través d'un passatge interior. La porta d'accés a la casa té un suport de llinda de fusta. A la façana de ponent es diferencien clarament els dos cossos constructius, i s'aprecien també tres finestres de llinda amb impostes d'estil medieval, i golfes obertes. La façana de llevant ha estat molt modificada. A l'interior s'observen clarament elements d'origen medieval.